# Ricochet
Ricochet är en multiplayermodifikation till förstapersonsskjutaren Half-Life. Spelet utvecklades av Valve Corporation och släpptes den första november 2000. Patch 1.1.1.0 släpptes den tolfte juni 2002. Det är en officiell mod och finns att köpa via Steam. Dock är spelet gratis för alla som köpte Half-Life innan Steam lanserades.

## Gameplay
Ricochet är ett mycket enkelt deathmatchspel inspirerat av arkad- och plattformsspel i både koncept och design. Spelet är också inspirerat av filmen Tron, där ett liknande spel spelas. Spelarna hoppar mellan neonupplysta plattformar som hänger i luften mitt ute i tomheten och skjuter diskar mot varandra för att knuffa ner motspelarna. Spelaren kan använda tre diskar innan de måste laddas om.
Det finns också horisontella barriärer som diskarna kan studsa på (därav namnet Ricochet). En direkt träff som resulterar i att motståndaren faller av plattformen ger en poäng, en träff efter en studs ger två poäng, tre studsar ger tre poäng och så vidare. Ricochet innehåller även en andra attack som skickar iväg en disk som hugger av huvudet på motspelaren. Denna attack förbrukar dock alla tre diskar på en gång.
Till skillnad från andra modifikationer av Half-Life så visas inte antalet gånger spelaren dött i poängtabellen, endast antalet poäng. Siktet är helt tvådimensionellt och hoppandet mellan plattformar görs automatiskt. Det är dock möjligt att fritt röra sig på plattformarna och även att styra en del när man hoppar.
Tre banor medföljer modifikationen, två för deathmatch och en för dueller. Banor för Ricochet använder prefixet "rc_". Banor gjorda av spelare är sällsynta, men det finns ett fåtal.

## Powerups
Det finns fem typer av temporära bonusar att plocka upp: "Power shot", "Freeze shot", "Fast shot" och "Triple shot". Power shot gör så att spelarens huvudattack kan halshugga utan att använda upp alla tre diskar. Freeze shot gör att spelarens diskar själva söker upp den närmsta spelaren och minskar dennes rörelsehastighet markant. Fast shot ökar spelarens eldhastighet och antalet diskar denne kan avlossa. Triple shot avlossar tre diskar samtidigt. Det är också möjligt att kombinera effekterna av bonusarna genom att plocka upp flera powerups.
Spelaren behåller dessa powerups när denne dör men de kan bara användas ett visst antal gånger. Dock har utomstående utvecklare modifierat spelet så att powerups förloras när man dör.